# Eonycteris major
Eonycteris major је врста слепог миша из породице великих љиљака (Pteropodidae).

## Распрострањење
Ареал врсте је ограничен на мањи број држава. 
Врста има станиште у Малезији, Индонезији и Брунеју.

## Станиште
Врста је присутна на подручју острва Борнео у Индонезији.

## Угроженост
Подаци о распрострањености ове врсте су недовољни.